# 扇尾渡鸦
扇尾渡鸦（学名：Corvus rhipidurus），是鸦科鸦属的一种，分布于马里、乌干达、尼日尔、埃及、沙特阿拉伯、中非共和国、吉布提、尼日利亚、巴基斯坦领土、埃塞俄比亚、以色列、也门、肯尼亚、厄立特里亚、约旦、索马里、阿曼、苏丹、阿拉伯联合酋长国、乍得和叙利亚。该物种的保护状况被评为无危。
扇尾渡鸦的平均体重约为621.2克。栖息地包括淡水泉、绿洲、亚热带或热带的（低地）干燥疏灌丛、牧草地、城市、亚热带或热带的高海拔疏灌丛、耕地、干燥的稀树草原、亚热带或热带的（低地）干草原、亚热带或热带的高海拔草原和乡村花园。